# Lingua zenaga
La lingua zenaga (nome nativo ⵜⵓⵥⵥⵓⵏⴳⵉⵢⵢⴰ, Tuẓẓungiyya) è una lingua berbera parlata in Mauritania, tra Mederdra e la costa atlantica a sudovest del paese.

## Distribuzione geografica
I locutori si ripartiscono all'interno di quattro gruppi principali:
- Teshumshe ("i Cinque"): 4.600 berberofoni su 12.000
- D-abu-djhes (in ar.: Id-ab-lahsen): 5.000 berberofoni su 5.000
- Gumdjedjen  (in ar.: Ikumleilen): 700 berberofoni su 700
- Tendgha: 3.000 berberofoni su .

Le cifre provengono da stime di Nicolas (1953: 102 ss.). Questo calcolo valutava che fossero ancora berberofoni poco più di 13.000 parlanti su 29.000 componenti le tribù zenaga (46%). La situazione da allora è evoluta, ma mancano delle valutazioni precise.
Secondo l'edizione 2013 di Ethnologue, la lingua zenaga conta 2.100 locutori.

### Dialetti e lingue derivate
È un dato di fatto che tra i diversi gruppi devono esistere differenze dialettali anche abbastanza marcate, come ha rilevato di recente K. Naït Zerrad (2004: 15). Si osserva, per esempio:
|              | ! Id-ab-lahsen | Tendgha | Obdy   |
| "bere"       | eshbi          | ashbu   | ashbò  |
| "romper(si)" | arthi          | arthu   | arthu  |
| "cucire"     | athmug         | ahmuk   | ahmukà |

## Classificazione
Secondo Ethnologue, la classificazione della lingua zenaga è la seguente:
- Lingue afro-asiatiche
  - Lingue berbere
    - Lingue zenaga

## Storia
Il nome zenaga deriva da quello di una potente tribù berbera dell'antichità, conosciuta dai geografi medievali come Sanhaja; sembra che anche lo stesso nome "Senegal" derivi a sua volta da "zenaga". L’altra ipotesi è che derivi dall’iberico ciénaga, "area paludosa". Ciononostante, attualmente la lingua ha perso molto del suo prestigio, ed i suoi locutori cercano di non farsi riconoscere perché essere riconosciuti come zenaga comporta una posizione disprezzata nella società maura attuale. Per questo è difficile valutare con precisione il numero dei parlanti, che usano questa lingua solo tra le mura domestiche, e in molti casi tendono anche a non trasmetterla più alle nuove generazioni, che di conseguenza passano all'uso della hassaniya, il dialetto arabo predominante in Mauritania (dialetto arabo che a sua volta contiene un gran numero di prestiti zenaga, valutati intorno al 10% del lessico). I locutori di zenaga sono per lo più nomadi di religione islamica.

## Fonologia
La lingua condivide molte strutture di base con gli altri dialetti berberi, ma presenta anche molte caratteristiche peculiari, dovute sia al relativo isolamento rispetto al resto del mondo berbero, sia al contatto con altre lingue africane, che hanno influito molto, soprattutto sulla sua fonetica. Numerosi mutamenti fonologici rendono difficile a prima vista il confronto con gli altri parlari berberi. Si ha, per esempio, un passaggio di l > dj e di kh > k, la caduta di gh, e inoltre un frequente uso di occlusive glottidali, che in molti casi sembrano risalire ad antichi suoni "laringali" oggi perduti nel resto del berbero. Proprio questa caratteristica rende particolarmente interessante lo studio dello zenaga, che in molti casi sembra svolgere il ruolo che l'ittito ebbe per gli studi indoeuropei confermando la presenza di suoni laringali che molti in precedenza avevano solo ipotizzato.
Per questo suo interesse, da qualche tempo i linguisti stanno cominciando ad occuparsi sempre di più di questa lingua, di cui fino a qualche tempo fa esistevano descrizioni molto lacunose (Faidherbe, R. Basset) o inorganiche (Nicolas). In particolare, gli studi di Catherine Taine-Cheikh (che si è accostata allo zenaga in seguito ai suoi studi approfonditi sulla hassaniya) stanno fornendo sempre più materiale descrittivo affidabile e utilizzabile con maggiore sicurezza per la comparazione.

## Grammatica
Una caratteristica evidente nella morfologia nominale è la perdita dell'opposizione di stato nel nome, che non ha più, quindi due forme diverse per lo stato libero e lo stato d'annessione come invece avviene nella maggior parte degli altri parlari berberi. Alcuni relitti di nome in stato di annessione si hanno nella toponomastica:
- e-n-wadegi "quello (il luogo) del mortaio" ma adgi "mortaio"
- e-n-wass "quello del giorno" ma ass "giorno"

## Sistema di scrittura
Per la scrittura viene utilizzato il tifinagh.